# 濁り
| ウィキペディアには「濁り」という見出しの百科事典記事はありません（タイトルに「濁り」を含むページの一覧/「濁り」で始まるページの一覧）。 代わりにウィクショナリーのページ「濁り」が役に立つかもしれません。 |